# Orlód

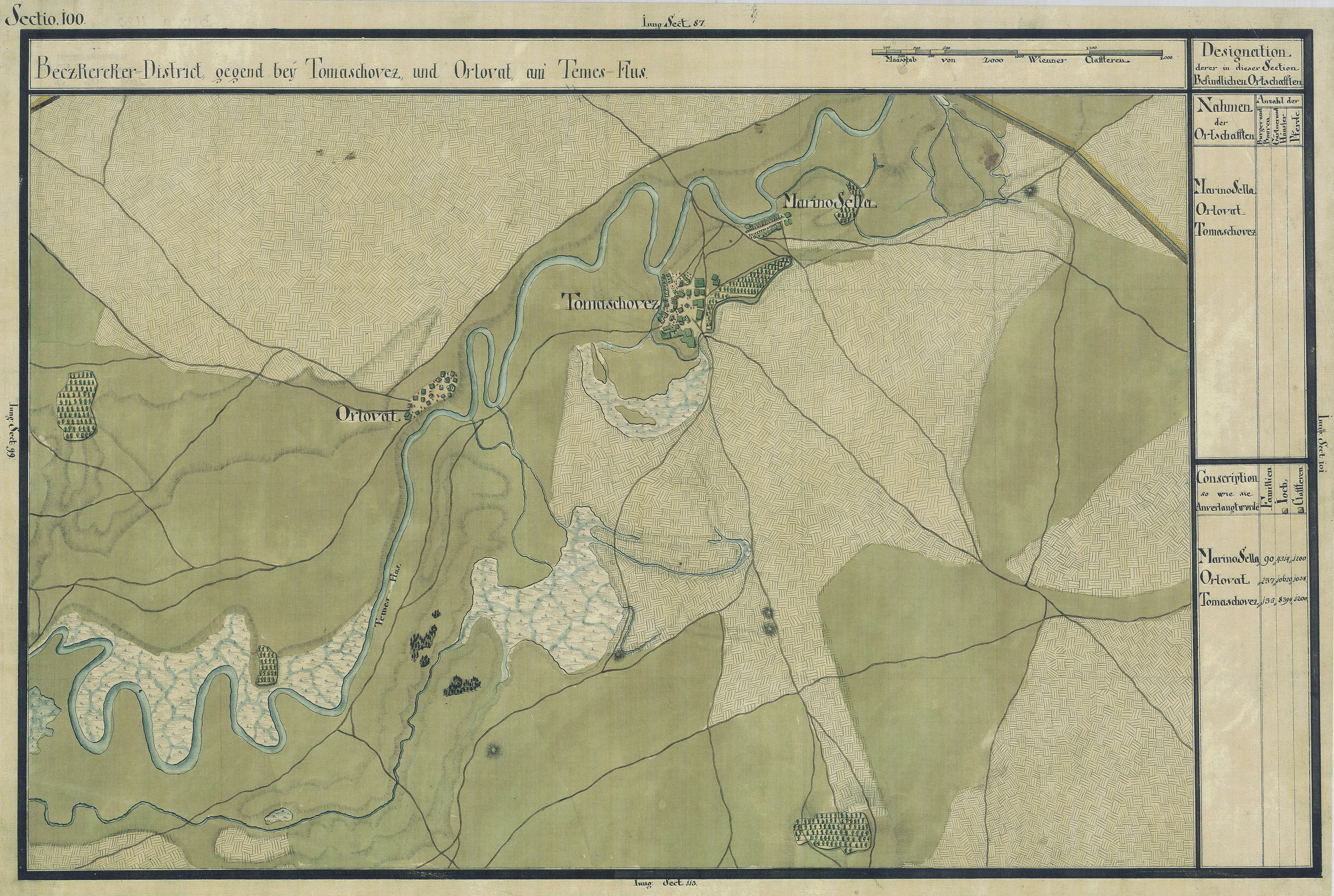
A falu egy régi térképen

Orlód (korábban Barlad, szerbül Орловат / Orlovat) település Szerbiában, a Vajdaságban, a Közép-bánsági körzetben, Nagybecskerek községben.

## Fekvése
Nagybecskerektől délkeletre, a Temes jobb partján, Tamáslaka, Óécska és Újozora közt fekvő település.

## Története
Orlód nevét 1351-ben említette először oklevél Barlod, 1471-ben Borlod néven.
A település a Bár–Kalán nemzetséghez tartozó Poswa fia László birtoka volt. 1351-ből fennmaradt oklevél szerint egy idevaló rác jobbágyát a Krassó megyei Nyéki Márton kifosztotta.
A török háborúk alatt a helység régi, többnyire magyar lakosai elhagyták a települést. Mégis a török hódoltság megszűntekor ismét lakott helység volt a falu. A helyi hagyomány szerint még a török uralom alatt, annak végén, az 1697–1698-as években szentendrei szerbek újra telepítették a helységet. – A határ dűlőnevei utalnak ezekre az eseményekre. 1773-ban, a bánsági katonai határőrvidék megnagyobbításakor, egy szerb ezred élt a községben. A település a Magyar Királyság területének közigazgatási rendezésekor, a vármegyerendszer pontos kialakításakor lett Torontál vármegye községe. Az első világháborút lezáró trianoni békeszerződésig Torontál vármegye Nagybecskereki járásához tartozott.
1857-ben itt született Uroš Predić, a 19. század végének és a 20. század első felének egyik legnagyobb hatású akadémikus (realista) szerb festője.
1910-ben 2135 lakosából 26 magyar, 93 német, 1997 szerb volt. Ebből 125 római katolikus, 1991 görögkeleti ortodox volt.

## Népesség

### Demográfiai változások
| 1948 | 1953 | 1961 | 1971 | 1981 | 1991 | 2002 | 2011 |
| ---- | ---- | ---- | ---- | ---- | ---- | ---- | ---- |
| 2245 | 2318 | 2335 | 2298 | 2159 | 1933 | 1789 | 1516 |

## Híres személyek
- Itt született 1857-ben Uroš Predić a 19. század végének és a 20. század első felének egyik legnagyobb hatású akadémikus (realista) szerb festője.